# Chloropoea epigeoides
Chloropoea epigeoides är en fjärilsart som beskrevs av Embrik Strand 1914. Chloropoea epigeoides ingår i släktet Chloropoea och familjen praktfjärilar. Inga underarter finns listade i Catalogue of Life.